# Zora Folley
Zora Folley est un boxeur américain né le 22 janvier 1932 à Dallas, Texas et mort le 9 juillet 1972.

## Carrière
En 1948, en rejoignant l'armée américaine, Zora Folley se met à la boxe et remporte un championnat militaire. Ayant combattu pendant la guerre de Corée, il ne devient boxeur professionnel qu'en 1953. Cinq ans plus tard, il affiche un palmarès de 42 victoires, 2 défaites et 2 nuls et s'avère être un challenger crédible pour le titre de champion du monde. Mais en octobre 1958, il est battu aux points par le futur champion d'Europe Henry Cooper (Folley remportera la revanche par KO en 1961). Après une nouvelle séries de victoires, il rencontre en juillet 1960 le futur champion du monde Sonny Liston mais est mis KO pour la première fois de sa carrière au 3e round. 
Malgré de nouvelles défaites, dont une aux points contre Ernie Terrell, il va battre plusieurs challengers sérieux dans les années 1960, dont le champion canadien George Chuvalo, le champion incontesté des mi-lourds Bob Foster, l'espoir argentin Oscar Bonavena et faire match nul contre le champion d'Europe Karl Mildenberger. En mars 1967, il se bat enfin pour un titre mondial contre Mohamed Ali. Ce dernier, habitué aux provocations, dira de Folley qu'il était un homme si gentil qu'il ne pouvait pas s'énerver contre lui. Ali va pourtant le mettre KO au 7e round.
Folley va encore combattre durant 3 ans avec des fortunes diverses. Son dernier combat, il le livre le 29 septembre 1970 contre Mac Foster perdant au premier round après avoir été mis 6 fois au tapis. En visite chez un ami à Tucson en Arizona, il est retrouvé dans une piscine avec de sérieuses blessures à la tête. Il décède quelques heures plus tard à l'hôpital de Tucson le 9 juillet 1972.